# Ајше Хур
Ајше Хур (тур. Ayşe Hür) савремена је турска књижевница, историчарка и колумнистица. Рођена је у Артвину у источној Турској. Њен отац је етнички Помак, а мајка Туркиња. Године 1992. завршила је студије историје на Факултету међународних односа и политичких наука на Универзитету Боазићи (турски:Boğaziçi Üniversitesi) у Истанбулу.